# Cyrkiel

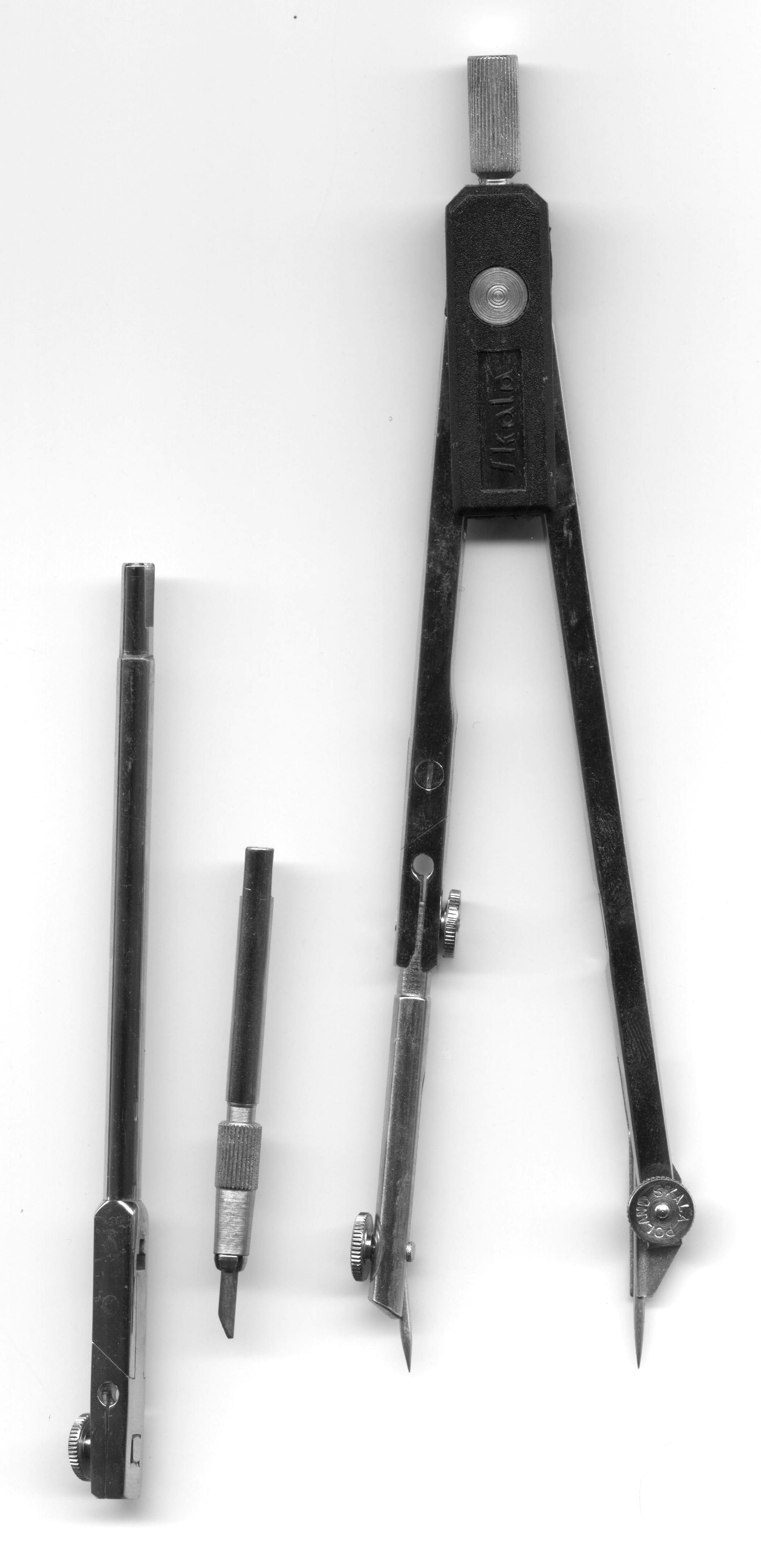
Cyrkiel precyzyjny

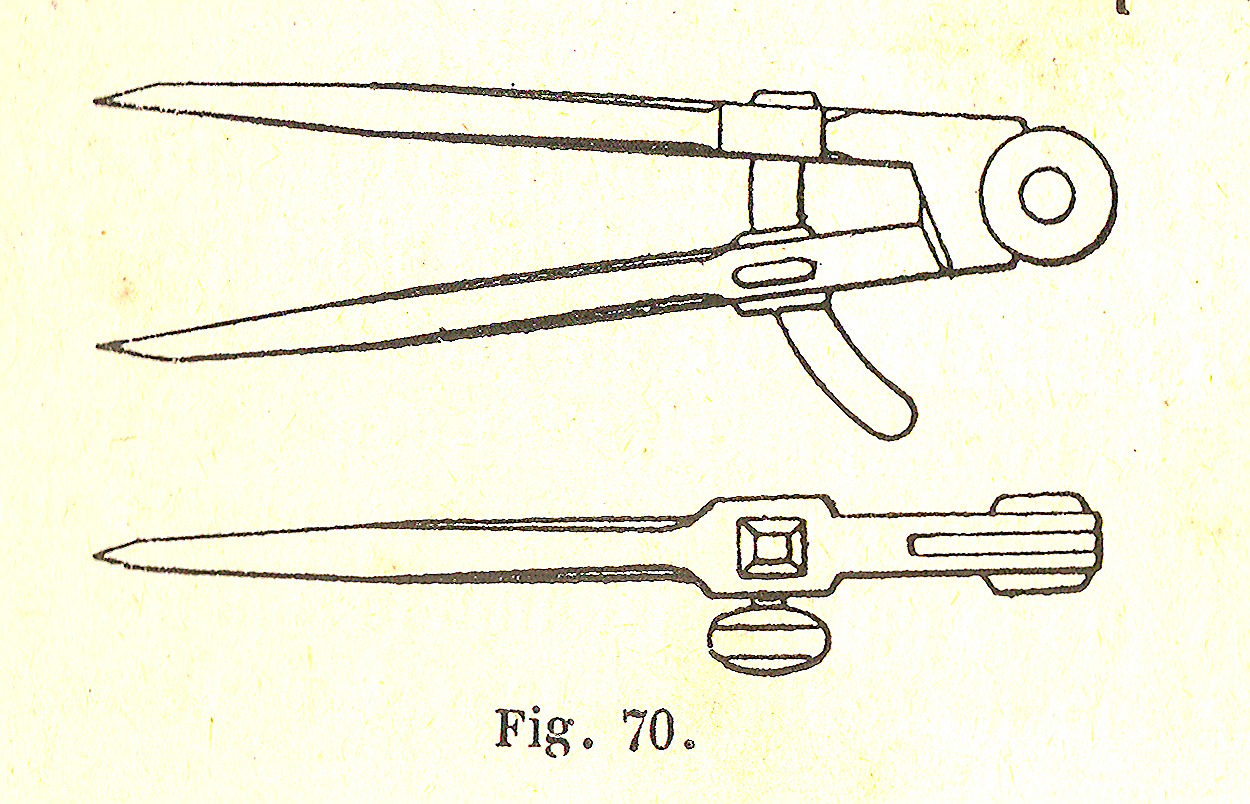
Cyrkiel traserski

Cyrkiel (łac. circulus) – przyrząd kreślarski służący do kreślenia okręgów i odmierzania odcinków. Stosuje się go do rysowania na papierze, brystolu czy kalce technicznej, a także do trasowania na półwyrobach. Do wyposażenia tzw. cyrkli uniwersalnych, czyli używanych do kreślenia rysunków, należały:
- wymienne końcówki: grafitowa – do kreślenia kół ołówkiem, grafionowa – do kreślenia tuszem, z igłą (cyrkiel podziałowy) – do przenoszenia odcinków;
- złączki pozwalające na użycie rapidografu
- przedłużacz – do kreślenia okręgów o dużych średnicach.

## Rodzaje
- Do kreślenia okręgów o małych średnicach (poniżej 8, 10 mm) używany jest specjalny cyrkiel nazywany zerownikiem[2], cyrklem zerowym lub nulką[3].
- Istnieją również cyrkle eliptyczne[4], czyli elipsografy służące do wykreślania elips.
- Do odmierzania małych odcinków na mapach służy cyrkiel zwany kroczkiem.
- Do kreślenia okręgów o dużej średnicy używany jest tzw. cyrkiel drążkowy, który różni się od zwykłego cyrkla tym, że zamiast połączonych nóżek posiada on poziome ramię, z którego po jednej stronie znajduje się skierowany w dół rysik, a po drugiej – skierowane również w dół ostrze.

## Symbolika
Cyrkiel jest używany w symbolice, np. obok węgielnicy (główny symbol wolnomularstwa), gdzie jest symbolem całkowitego klasycznego ładu i rozplanowania; spotyka się go również w heraldyce i weksylologii, np. w godle Niemieckiej Republiki Demokratycznej.

Budowa cyrkla
Budowa zerownika
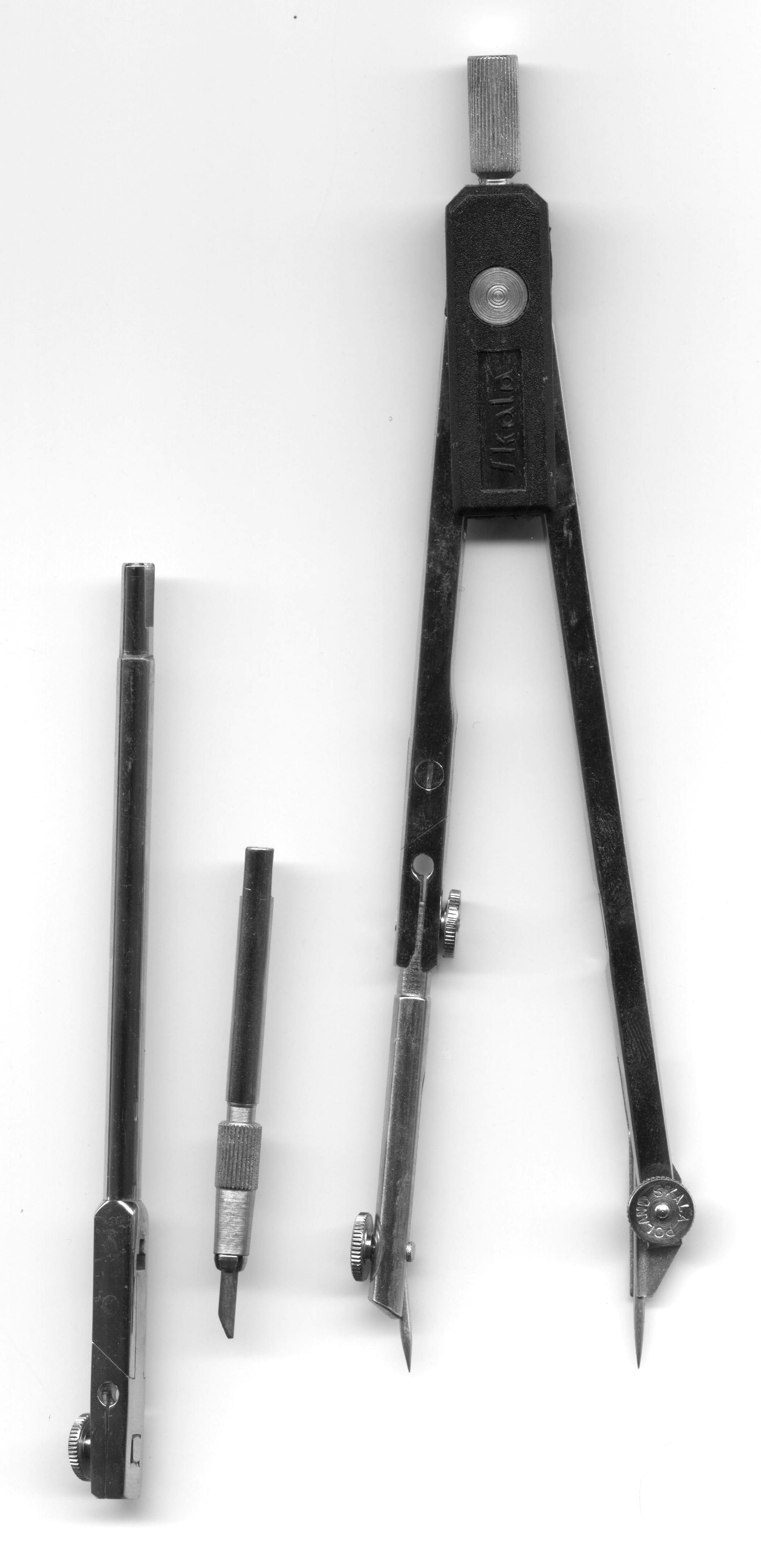
Cyrkiel uniwersalny z wyposażeniem
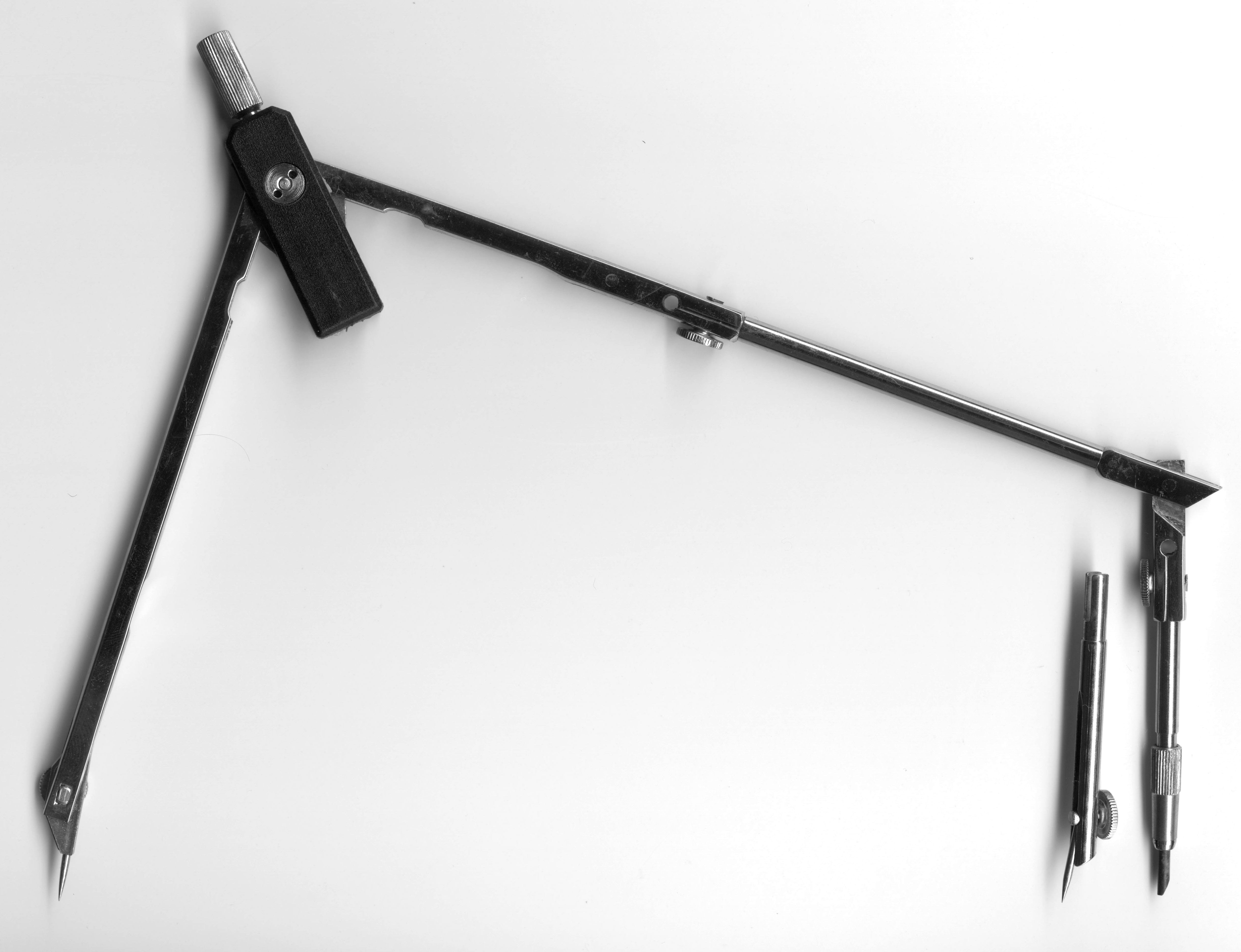
Cyrkiel z przedłużaczem
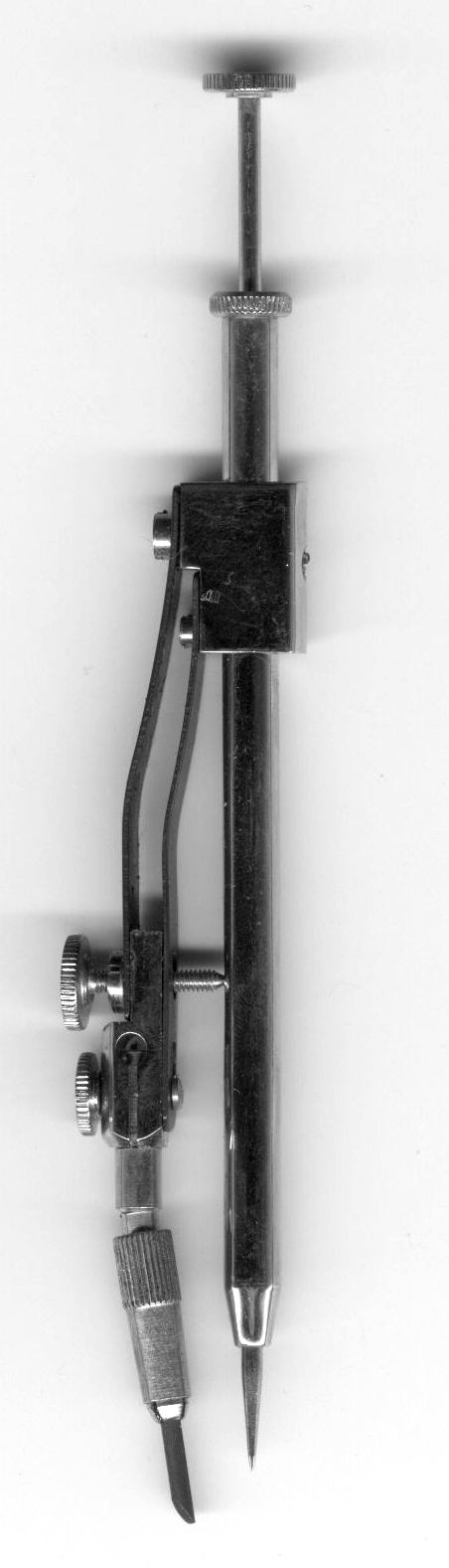
Zerownik z końcówką grafitową
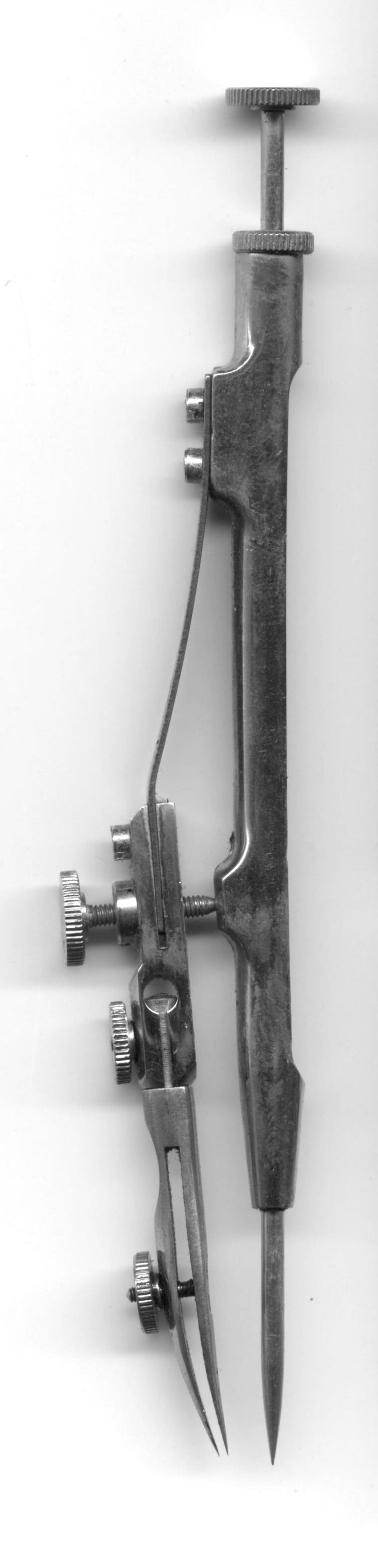
Zerownik z końcówką grafionową